# Rhys Davies (écrivain)
Pour les articles homonymes, voir Rhys Davies et Davies.
Rhys Davies, né Vivian Rees Davies le 9 novembre 1901 à Blaenclydach (Clydach Vale (en)), au pays de Galles, et mort le 21 août 1978 à Londres, est un écrivain gallois.

## Biographie
Fils d'un épicier et d'une enseignante, il fait des études dans des institutions religieuses, mais se déclarera athée à l'âge adulte. Ses parents, qui parlaient couramment le gallois, ne lui transmettent pas la connaissance de cette langue, ce qui sera toujours pour lui un motif de déception.
Après ses études, il travaille brièvement dans un entrepôt de Cardiff, avant de partir s'installer à Londres, où il commence à publier des nouvelles dans des magazines dès le milieu des années 1920. En 1927 paraissent son premier roman, The Withered Root, et son premier recueil de nouvelles, The Song of Songs, qui regroupent pour l'essentiel des textes déjà parus dans la presse. Le succès remporté lui permet de recevoir une avance de son éditeur pour un deuxième romans et de pouvoir se consacrer entièrement à l'écriture.
En 1928-1929, il est invité à séjourner en France dans la propriété du couple formé par D. H. Lawrence et Frieda von Richthofen. La mort de D. H. Lawrence en 1930 met fin à leur amitié, mais l'œuvre de Rhys Davies apparaît nettement influencé après cette date par l'auteur de Lady Chatterley, tout particulièrement sur l'approche de la sexualité en littérature, bien que Davies, homosexuel notoire n'ait jamais osé écrire sur son orientation.
Au cours des années 1930, Davies devient un écrivain prolifique, même si ses succès demeurent modestes. Quand il n'a plus d'argent, il rentre pour un temps dans son village natal du Pays de Galles, où il trouve l'inspiration pour écrire. Pendant la Seconde Guerre mondiale, il se cantonne surtout dans le genre de la nouvelle, car malgré la pénurie de papier, les magazines, exemptés du rationnement, ont un besoin considérable de textes neufs. En 1945, la maison de Davies est la proie des flammes. De nombreux documents et manuscrits de l'écrivain sont alors détruits.
Après la guerre, il vit avec l'écrivain écossais Fred Urquhart (en) pendant quelques années. Lorsque la relation amoureuse prend fin, il déménage à Brighton avec des amis. 
En 1955, il est de retour à Londres, dans le quartier de Bloomsbury, où il résidera le reste de sa vie durant. À cette époque, il produit régulièrement des nouvelles policières pour les magazines Argosy et, surtout, The New Yorker, où, en 1966, il fait paraître The Chosen One qui lui vaut le prix Edgar-Allan-Poe 1967 de la meilleure nouvelle.

## Œuvre

### Romans
- The Withered Root (1927)
- Count Your Blessings (1932)
- The Red Hills (1932)
- Honey and Bread (1935)
- A Time to Laugh (1937)
- Jubilee Blues (1938)
- Tomorrow to Fresh Woods (1941)
- The Black Venus (1944)
- Marianne (1951)
- The Perishable Quality (1957)
- Nobody Answered the Bell (1971)
- The Honeysuckle Girl (1975)
- Ram with Red Horns (1996)

### Recueils de nouvelles
- The Song of Songs (1927)
- A Pig in a Poke (1931)
- The Things Men Do (1936)
- A Finger in Every Pie (1942)
- The Trip to London (1946)
- Boy with a Trumpet (1949)
- Collected Stories (1955)
- The Darling of Her Heart (1958)

### Nouvelles
Liste non exhaustive
- Revelation (1929)
- The Trip to London (1930)
- Blodwen (1931)
- The Public-House (1935)
- Mourning for Ianto (1937)
- Charity (1937)
- Over at Rainbow Bottom (1942)
- Dangerous Remedy (1943)
- A Bed of Feathers (1943)
- Tomos and the Harp (1945)
- The Benefit Concert (1945)
- Gents Only (1945)
- Fear (1946)
- Arfon (1946)
- Boy with a Trumpet (1946)
- The Dilemma of Catherine Fuchsias (1949)
- A Human Condition (1949)
- The Contraption (1950)
- One of Norah’s Early Days (1951)
- The Sisters (1951)
- Way of a Man with a Wife (1951)
- A Visit to Eggeswick Castle (1952)
- Aaron (1953)
- A Bit of Tale (1954)
- The Stars, the World, and the Women (1954)
- A Pearl of Great Price (1955)
- A Man up an Elm Tree (1956)
- All Through the Night (1957)
- A Spot of Bother (1957)
- The Darling of Her Heart (1958)
- Strange Nocturne (1960)
- The Old Adam (1960)
- Love Kept Waiting (1962)
- I Will Keep Her Company (1964)
- The Little Heiress (1964)
- The Fugitive (1966)
- The Chosen One (1966)

### Autobiographies
- My Wales (1937)
- The Story of Wales (1943)

### Texte traduit en français
- D. H. Lawrence à Bandol, Arles, Éditions Jean Grillon, 2017, 29 p.  (ISBN 979-10-699-0631-0)

## Prix et distinctions

### Prix
- Prix Edgar-Allan-Poe 1967 de la meilleure nouvelle pour The Chosen One[1]